# Anacridium deschauenseei
Anacridium deschauenseei är en insektsart som beskrevs av Rehn, J.A.G. 1941. Anacridium deschauenseei ingår i släktet Anacridium och familjen gräshoppor. Inga underarter finns listade i Catalogue of Life.